# Rosendalsgymnasiet
Rosendalsgymnasiet, Rosendal,  är en kommunal gymnasieskola i Uppsala. Skolan startade sin verksamhet läsåret 2005–2006 och är därigenom den första kommunala gymnasieskola som öppnat i Uppsala sedan 1960-talet. Den är etablerad i Läkemedelsverkets före detta lokaler på Husargatan 8. Namnet Rosendalsgymnasiet kommer från att skolan ligger i stadsdelen Rosendal. Skolan blev 2010 också certifierad som "skola för hållbar utveckling" av Skolverket.

## Utbildning
Rosendalsgymnasiet erbjuder utbildning inom Naturvetenskapliga programmet och samhällsvetenskapsprogrammet. Inom naturvetenskapsprogrammet finns profilvalen bioteknik & biologisk utveckling, hållbarhet & matte, fysik och data samt tvärvetenskap. Inom samhällsvetenskapsprogrammet erbjuds tre inriktningar: En bred samhällsinriktning, en specialinriktad på internationella studier (kallad Smip), samt en inriktning på beteendevetenskap. På Naturvetenskapsprogrammet använder Rosendalsgymnasiet sig av flexibla undervisningsgrupper i undervisningen. Det innebär att de både har undervisning i 40 grupp, 20 grupp och schemalagd SA-tid (självständigt arbete) som är tänkt att förbereda eleverna inför universitets- och högskolestudier. De olika ämnena avger en del av tiden till detta. Rosendal är den enda skolan i Uppsala som har detta. Rosendal har flera kontakter med universitetet och flera professorer har föreläsningar på Rosendalsgymnasiet och i BMCs lokaler för eleverna på Rosendal. En handfull lärare är också verksamma vid Uppsala universitet och Rosendalsgymnasiet.
SMIP har sedan starten bedrivit fältstudier i länder i tredje världen med fokus på frågor kring hållbar utveckling och sociala problem som sedan redovisats i en form som väljs av eleverna. Tidigare fältstudier har bl.a. bedrivits i Bangladesh, Zambia, Kina, Malawi,  Sydafrika, Kenya, Nicaragua och Norrland. Fältstudierna bedrivs i samarbete med lokala hjälporganisationer.

## Övrigt
Rosendalsgymnasiet var den ena parten i den årliga idrottskampen mot Fyrisskolan, Slaget. Idrottskampen startade 2006 och Rosendalsgymnasiet vann alla år. Slaget lades ner år 2018 efter att en del Rosendalselever uppfört sig illa med förolämpande ramsor och flaggbränning. I dess ställe startades tävlingen 'Bataljen' året efter som genomförs av Rosendalsgymnasiet och Celsiusskolan.
Rosendalsgymnasiet var tidig användare av tablet-pc i undervisningen, där varje elev fick tillgång till en bärbar dator.  För att få tillgång till en dator på skolan så måste man skriva på ett kontrakt där man accepterar de regler som finns kopplade till IT-användningen.
Rosendalsgymnasiets bibliotek, Ellen Friesbiblioteket, är döpt efter Ellen Fries, den första kvinna som disputerade i Sverige. Detta följde Uppsala kommuns beslut att vid namngivandet av Rosendalsgymnasiet även speciellt synliggöra Ellen Fries namn.